# 瓊斯法案 (菲律賓)

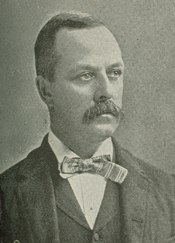
由国会议员威廉·琼斯撰写的法案，取代1902菲律宾组织法的。

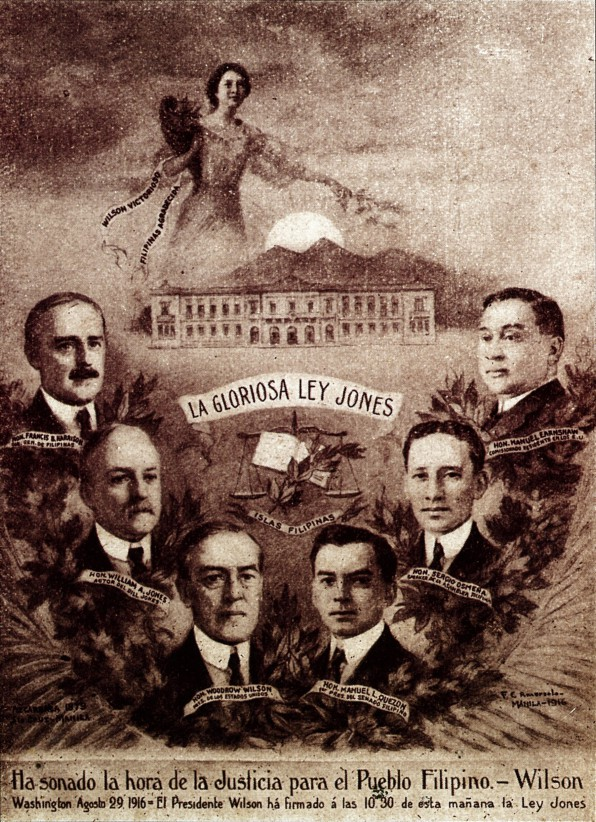
宣传琼斯法案的广告

琼斯法案（39 Stat. 545，c.416，也称为琼斯法，菲律宾自治法，1916年8月29日国会法案）是一个美国国会通过的组织法。该法取代了1902菲律宾组织法，并作为菲律宾宪法直到1934年 Tydings–McDuffie 法案通过（形成菲律宾自由邦并从美国独立）。琼斯法案建立了第一个完全民选的菲律宾立法机构。
该法案由第64届美国国会于1916年8月29日通过，其中载有美国联邦政府承诺给予菲律宾独立的第一份正式官方声明。它亦是一个“更自治的政府”的框架，虽然美国为了自身权益保留了其主权权益的某些特权。该法案规定，菲律宾只有“建立稳定的政府”才能获得独立，而这将由美国政府自己决定。
该法案还将菲律宾立法机构改为菲律宾第一个完全选举产生的机构，从而使其更具自主权。1902年菲律宾组织法规定了选举产生的下院（菲律宾议会），而上院（菲律宾委员会）则被任命。琼斯法案规定两院均选举产生，议会则改称为众议院。行政部门则继续由来自美国的菲律宾总督任命。
新成立的菲律宾参议院于1916年10月3日举行选举。原菲律宾议会的选举已于1916年6月6日举行，当选的议员自动成为众议院议员。
在1898年，菲律宾被西班牙割让给美国，1899年至1902年的菲律宾–美国战争之后美国控制了菲律宾。

## 立法过程
菲律宾的最终目标是独立。美国总统西奥多·罗斯福早在1901年就表示，“我们希望为他们做一些其他国家从未为热带国家人民做过的事情-让他们在真正适合自由国家之后自治。”美国公众倾向于认为美国在菲律宾的存在是没有回报、代价昂贵的，因此罗斯福在1907年得出结论：“我们必须做好准备，以比我之前认为更早的，以或许尚不完整的形式赋予这岛国独立。”（"We shall have to be prepared for giving the islands independence of a more or less complete type much sooner than I think advisable."）
伍德罗·威尔逊在1912年让他胜选的总统竞选中说，"菲律宾现在是我们的领地，但我想我们到了自己剥离它的时候。"（"The Philippines are at present our frontier but I hope we presently are to deprive ourselves of that frontier."）在1912年的选举前，美国众议院岛屿事务委员会主席威廉姆·阿特金森·琼斯就试图通过一项法案，设定一个确定的日期使菲律宾独立。曼努埃尔·奎松是美国众议院的两位菲律宾居民代表之一，由于琼斯延迟发布他的法案，奎松起草了两部"琼斯法案"中的第一部；在总威尔逊总统胜选并任命弗朗西斯·伯顿·哈里森为菲律宾委员会主席和菲律宾总督后，奎松起草了第二部。
威尔逊已告知奎松他对任何确定的独立时间表的不满，但奎松认为该法案草案包含足够的灵活性满足威尔逊总统。

## 法案通过
在哈里森、战争部长林德里·加里森和威尔逊的支持下，该法案于1913年10月在众议院通过，并送交参议院。1916年8月29日，在进一步修改后，威尔逊签署了该法案的最终版本。

### Bibliography
- Kramer, Paul Alexander. . UNC Press. 2006. ISBN 978-0-8078-5653-6., ISBN 0-8078-2985-4, ISBN 978-0-8078-2985-1.
- Ninkovich, Frank A. . Blackwell Publishing. 2004. ISBN 978-1-57718-056-2., ISBN 1-57718-056-9, ISBN 978-1-57718-056-2.